# Ral·li Príncep d'Astúries

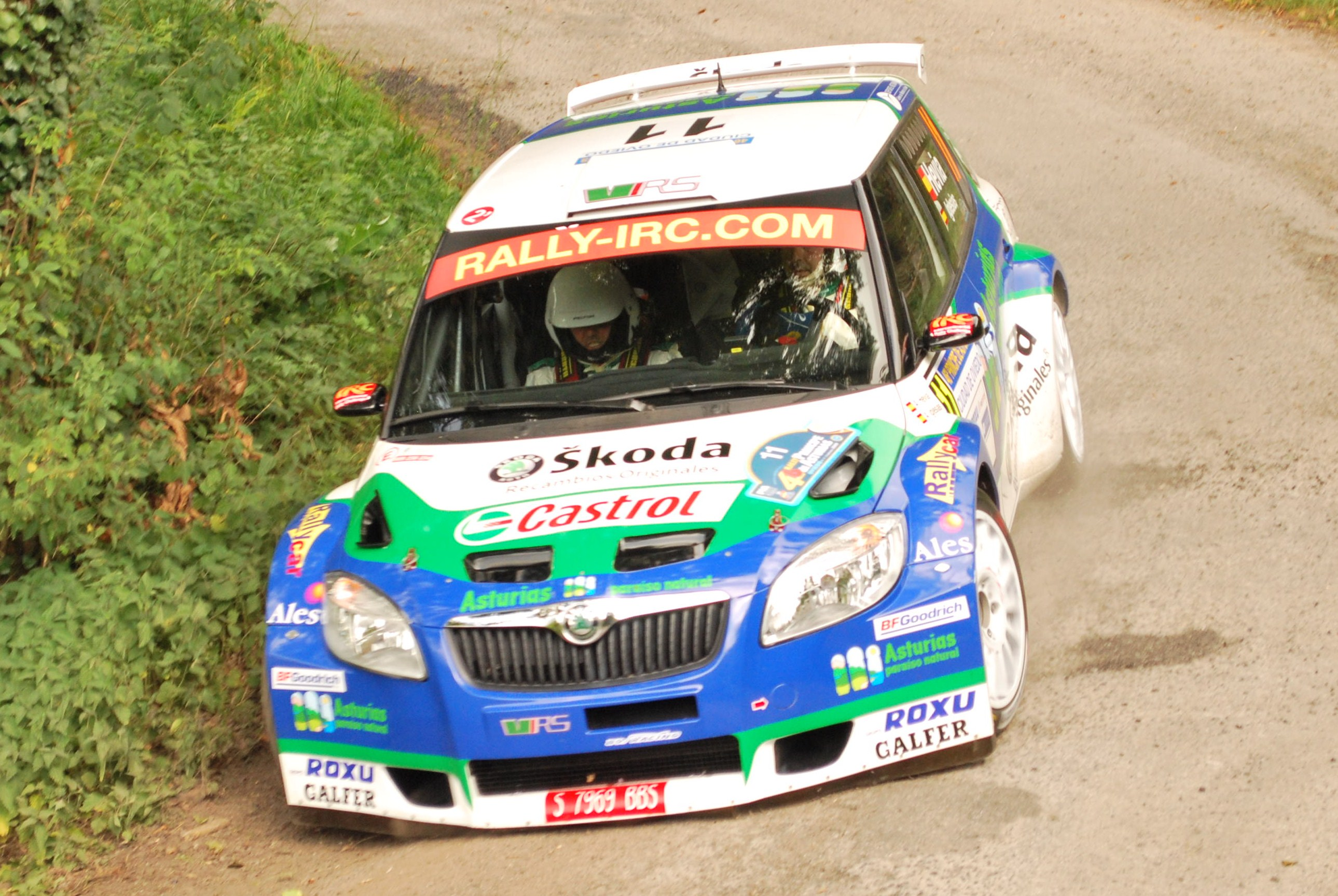
Alberto Hevia participant-hi l'any 2009 amb un Škoda Fabia S2000

El Ral·li Príncep d'Astúries (en castellà, Rally Príncipe de Asturias) és un ral·li que es disputa habitualment al mes de setembre a Astúries, organitzat per l'Automóvil Club de Asturias (ACPA).
Disputat des de 1964, és una de les proves més emblemàtiques del Campionat d'Espanya de Ral·lis d'Asfalt i del Super Campionat d'Espanya de Ral·lis. Al llarg de la seva història ha estat puntuable també per als campionats d'Astúries i d'Europa. El seu epicentre habitual és la ciutat d'Oviedo, tot i que en algunes edicions també ho va ser Cangas del Narcea.
A partir de l'edició del 2015, degut a que el títol de Príncep d'Astúries recalà en Elionor de Borbó i Ortiz, se li canvià el nom a Rally Princesa de Asturias.
Està declarat Festa d'Interès Turístic Nacional.

## Guanyadors
A 13 de desembre de 2024
| Any               | Edició                            | Pilot                      | Copilot             | Cotxe                        | Camp.         |
| ----------------- | --------------------------------- | -------------------------- | ------------------- | ---------------------------- | ------------- |
| 1964              | 1º Rally de la Ciudad de Oviedo   | Luis Huerta                | José Luis Tuya      | Ford Cortina Lotus           |               |
| 1965              | 2º Rally de la Ciudad de Oviedo   | Luis Fernández Trabanco    | Manuel González     | Morris 1.100                 |               |
| 1966              | 3º Rally de la Ciudad de Oviedo   | Pedro Puche                | Pedro Amengual      | Saab 99 Sport                | Esp           |
| 1967              | 4º Rally de la Ciudad de Oviedo   | Roter Barón Ben            | Ricardo Muñoz       | Porsche 911                  | Esp           |
| 1968              | 5º Rally de la Ciudad de Oviedo   | Bernard Tramont            | Ricardo Muñoz       | Renault-Alpine A 110         | Esp           |
| 1969              | 6º Rally de la Ciudad de Oviedo   | Bernard Tramont            | Luis Blasco         | Renault Alpine A 110         | Esp           |
| 1970              | 7º Rallye Premio Ciudad de Oviedo | Eladio Doncel              | Juan A. Conde       | Porsche 911 S                | Esp           |
| 1971              | 8º Rallye Premio Ciudad de Oviedo | Alberto R. Jiménez         | Juan A. Conde       | Porsche 911 S                | Esp           |
| 1972              | 9º Rallye Ciudad de Oviedo        | Estanislao Reverter        | Antonio Reverter    | Renault Alpin che            | Esp           |
| 1973              | 10º                               | Juan I. Villacieros        | J.A. Lobo           | Renault Alpine 1600          | Esp           |
| 1974              | 11º                               | Salvador Cañellas          | Daniel Ferrater     | Seat 1430-1800               | Esp           |
| 1975              | 12º Rallye Príncipe de Asturias   | Antoni Zanini              | Eduardo M. Adam     | Seat 1430-1800               | Esp           |
| 1976: No disputat |                                   |                            |                     |                              |               |
| 1977              | 14º Rally Príncipe de Asturias    | José María Puig            | Enrique             | Seat 124/1800                | Esp           |
| 1978              | 15º Rally Príncipe de Asturias    | Tino Suárez                | J.B. Pino           | Seat FL-80                   | Esp           |
| 1979              | 16º Rally Príncipe de Asturias    | Aladino Martínez           | López               | Seat 124/1200                | Esp           |
| 1980              | 17º Rally Príncipe de Asturias    | José Antonio López-Fombona | L. Menéndez         | Fiat 131 Abarth              | Esp           |
| 1981              | 18º Rally Príncipe de Asturias    | Genito Ortiz               | Susi Cabal          | Renault 5 Turbo 2            | Esp           |
| 1982              | 19º Rally Príncipe de Asturias    | Antoni Zanini              | Jordi Sabater       | Talbot Sumbeam Lotus         | Esp           |
| 1983              | 20º Rally Príncipe de Asturias    | Genito Ortiz               | R. Mínguez          | Renault 5 Turbo              | ERC, Esp      |
| 1984              | 21º Rally Príncipe de Asturias    | Salvador Servià            | Jordi Sabater       | Opel Manta 400               | ERC, Esp      |
| 1985              | 22nd Rally Príncipe de Asturias   | Salvador Servià            | Jordi Sabater       | Lancia 037 Rallye            | ERC, Esp      |
| 1986              | 23º Rally Príncipe de Asturias    | Fabrizio Tabaton           | Tedeschini          | Lancia Delta S4              | ERC, Esp      |
| 1987              | 24º Rally Príncipe de Asturias    | Carlos Sainz               | Antonio Boto        | Ford Sierra Cosworth         | Esp           |
| 1988              | 25º Rally Príncipe de Asturias    | Alex Fiorio                | L. Pirollo          | Lancia Delta HF-1            | Esp           |
| 1989              | 26º Rally Príncipe de Asturias    | Pep Bassas                 | A. Rodríguez        | BMW M3                       | Esp           |
| 1990              | 27º Rally Príncipe de Asturias    | Jesús Puras                | J. Arrate           | Lancia Delta Integrale I 16V | Esp           |
| 1991              | 28º Rally Príncipe de Asturias    | José María Ponce           | José Carlos Deniz   | BMW M3                       | Esp           |
| 1992              | 29º Rally Príncipe de Asturias    | Pedro Diego                | Icíar Muguerza      | Lancia Delta I 16V           | Esp           |
| 1993              | 30º Rally Príncipe de Asturias    | Daniel Alonso              | Salvador Belzunces  | Ford Escort Cosworth Gr.N    | ERC, Esp      |
| 1994              | 31º Rally Príncipe de Asturias    | Oriol Gómez                | Marc Martí          | Renault Clio Williams        | ERC, Esp      |
| 1995              | 32º Rally Príncipe de Asturias    | Luis Monzón                | José Carlos Deniz   | Ford Escort Cosworth         | ERC, Esp      |
| 1996              | 33º Rally Príncipe de Asturias    | Oriol Gómez                | Marc Martí          | Renault Mégane Maxi          | ERC, Esp      |
| 1997              | 34º Rally Príncipe de Asturias    | Jesús Puras                | Carlos del Barrio   | Citroën ZX 16V               | ERC, Esp      |
| 1998              | 35º Rally Príncipe de Asturias    | Jesús Puras                | Carlos del Barrio   | Citroën Xsara Kit Car        | ERC, Esp      |
| 1999              | 36º Rally Príncipe de Asturias    | Jesús Puras                | Carlos del Barrio   | Citroën Xsara Kit Car        | Esp           |
| 2000              | 37º Rally Príncipe de Asturias    | Jesús Puras                | Marc Martí          | Citroën Xsara Kit Car        | Esp           |
| 2001              | 38º Rally Príncipe de Asturias    | Luis Monzón                | José Carlos Déniz   | Peugeot 206 WRC              | Esp           |
| 2002              | 39º Rally Príncipe de Asturias    | Manuel Cabo                | Eduardo González    | Citroën Saxo Kit Car         | Esp           |
| 2003              | 40º Rally Príncipe de Asturias    | Enrique García Ojeda       | Raquel Fernández    | Peugeot 206 S1600            | Esp           |
| 2004              | 41º Rally Príncipe de Asturias    | Alberto Hevia              | Alberto Iglesias    | Renault Clio S1600           | ERC, Esp      |
| 2005              | 42º Rally Príncipe de Asturias    | Daniel Sordo               | Marc Martí          | Citroën C2 S1600             | ERC, Esp      |
| 2006              | 43º Rally Príncipe de Asturias    | Dani Solà                  | Xavier Amigó        | Citroën C2 S1600             | Esp           |
| 2007              | 44º Rally Príncipe de Asturias    | Enrique García Ojeda       | Jordi Barrabés      | Peugeot 207 S2000            | Esp           |
| 2008              | 45° Rally Príncipe de Asturias    | Giandomenico Basso         | Mitia Dotta         | Fiat Grande Punto S2000      | IRC, Esp      |
| 2009              | 46º Rally Príncipe de Asturias    | Jan Kopecký                | Petr Starý          | Škoda Fabia S2000            | IRC, ERC, Esp |
| 2010              | 47º Rally Príncipe de Asturias    | Alberto Hevia              | Alberto Iglesias    | Škoda Fabia S2000            | ERC, Esp      |
| 2011              | 48º Rally Príncipe de Asturias    | Alberto Hevia              | Alberto Iglesias    | Škoda Fabia S2000            | ERC, Esp      |
| 2012              | 49º Rally Príncipe de Asturias    | Joan Vinyes                | Jordi Mercader      | Suzuki Swift S1600           | ERC, Esp      |
| 2013              | 50º Rally Príncipe de Asturias    | Luis Monzón                | José Carlos Déniz   | Mini John Cooper Works WRC   | Esp           |
| 2014              | 51º Rally Príncipe de Asturias    | Miguel Ángel Fuster        | Ignacio Aviñó       | Ford Fiesta R5               | Esp           |
| 2015              | 52º Rally Princesa de Asturias    | Miguel Ángel Fuster        | Ignacio Aviñó       | Porsche 997 GT3 RS 3.8       | Esp           |
| 2016              | 53º Rally Princesa de Asturias    | Iván Ares                  | José Antonio Pintor | Škoda Fabia R5               | Esp           |
| 2017              | 54º Rally Princesa de Asturias    | Iván Ares                  | José Antonio Pintor | Hyundai i20 R5               | Esp           |
| 2018              | 55º Rally Princesa de Asturias    | José Antonio Suárez        | Cándido Carrera     | Hyundai i20 R5               | CERA          |
| 2019              | 56º Rally Princesa de Asturias    | José Antonio Suárez        | Alberto Iglesias    | Škoda Fabia R5               | CERA          |
| 2020              | 57º Rally Princesa de Asturias    | José Antonio Suárez        | Alberto Iglesias    | Škoda Fabia R5               | CERA          |
| 2021              | 58º Rally Princesa de Asturias    | José Antonio Suárez        | Alberto Iglesias    | Škoda Fabia R5               | S-CER         |
| 2022              | 59º Rally Princesa de Asturias    | Alejandro Cachón           | Alejandro López     | Citroën C3 Rally2            | S-CER         |
| 2023              | 60º Rally Princesa de Asturias    | José Antonio Suárez        | Alberto Iglesias    | Škoda Fabia R5               | S-CER         |
| 2024              | 61º Rally Princesa de Asturias    | Alejandro Cachón           | Borja Rozada        | Toyota GR Yaris Rally2       | S-CER         |